# Остапи
Остапи́ — село в Україні, у Коростенському районі Житомирської області. Населення становить 300 осіб.

## Географія
Через село тече річка Кремне.

## Історія
У XVII столітті село належало до Києво-Микільському Пустинному монастиреві, 31 березня 1681 року король Польщі Ян III Собеський звільняє маєтки, у тому числі Остапи в Овруцькому повіті Київського воєводства, що належать Києво-Пустинно-Микільському монастиреві, від зборів на утримання війська і від постоїв.
З 1906 році село Лугинської волості Овруцького повіту Волинської губернії (нині в Лугинському районі Житомирської області). Відстань від повітового міста 63 версти. Дворів 63, мешканців 606.

## Відомі люди
- Скряга Прокіп — бандурист, учасник гайдамаччини.
- Яцковець Петро Михайлович (1971—2014) — старшина Збройних сил України, учасник російсько-української війни.